# Morten Tyldum
Morten Tyldum (* 19. květen 1967, Bergen) je norský filmový režisér. Jeho filmový debut Buddy z roku 2003 uspěl na řadě filmových festivalů (Mannheim-Heidelberg, Varšava, Haugesund, Sofie, Philadelphia). Dalším filmem, který zaznamenal kritický ohlas, byl thriller Hodejegerne z roku 2011, natočený na motivy knihy Jo Nesbøa. Film byl nominován na Evropské filmové ceny i na cenu BAFTA. Následovala nabídka do Hollywoodu, kterou využil dosti úspěšně, jeho snímek Kód Enigmy (The Imitation Game) byl v roce 2015 nominován na Oscara za nejlepší režii. I další snímek, sci-fi Passengers (2016), natočil v Hollywoodu.